# خانه فکری
خانه فکری (عمارت فکری، بنای فکری) یکی از آثار تاریخی بندرلنگه در استان هرمزگان واقع در جنوب ایران است.
این بنای تاریخی که یکی از ارزنده‌‌ترین خانه‌های بندرلنگه است، بیش از ۱۰۰سال قدمت دارد و مربوط به دوران قاجاریه است و در ابتدای شهر در محله پاکرتی‌ واقع شده  و در تاریخ ۲۴ بهمن ۱۳۷۵ با شماره ۱۸۳۳ در فهرست آثار ملی ایران به ثبت رسیده است.
در حال حاضر خانه فکری زیرنظر شهرداری بندرلنگه اداره می‌شود و پس از مرمت سال ۱۳۹۶ با استقبال اهالی شهر و گردشگران روبرو شده است.

## تاریخچه
این بنا در اواخر دوران قاجاریه توسط یکی از تجار مشهور بندرلنگه به‌نام عبدالواحد فکری ساخته شد است.
روزگاری خانه فکری، به عنوان مرکز تجارت و بازرگانی در بندرلنگه شهرت داشت به همین علت در ساخت این بنا دو بخش اندرونی و بیرونی برای اسکان خانواده فکری و پذیرایی از مهمانان و تجار در نظر گرفته شد.
ساختمان عمدتاً از دو قسمت اصلی تشکیل شده است که مابین آنها حیاط بوده و این دو قسمت با حجره‌هایی پشت سرهم در کناره‌های حیاط، به یکدیگر مربوط می‌شوند. در قسمت جنوبی ساختمان نیز حیاطی دیگر قرار دارد که درب اصلی ورودی ساختمان پشت این درب است.

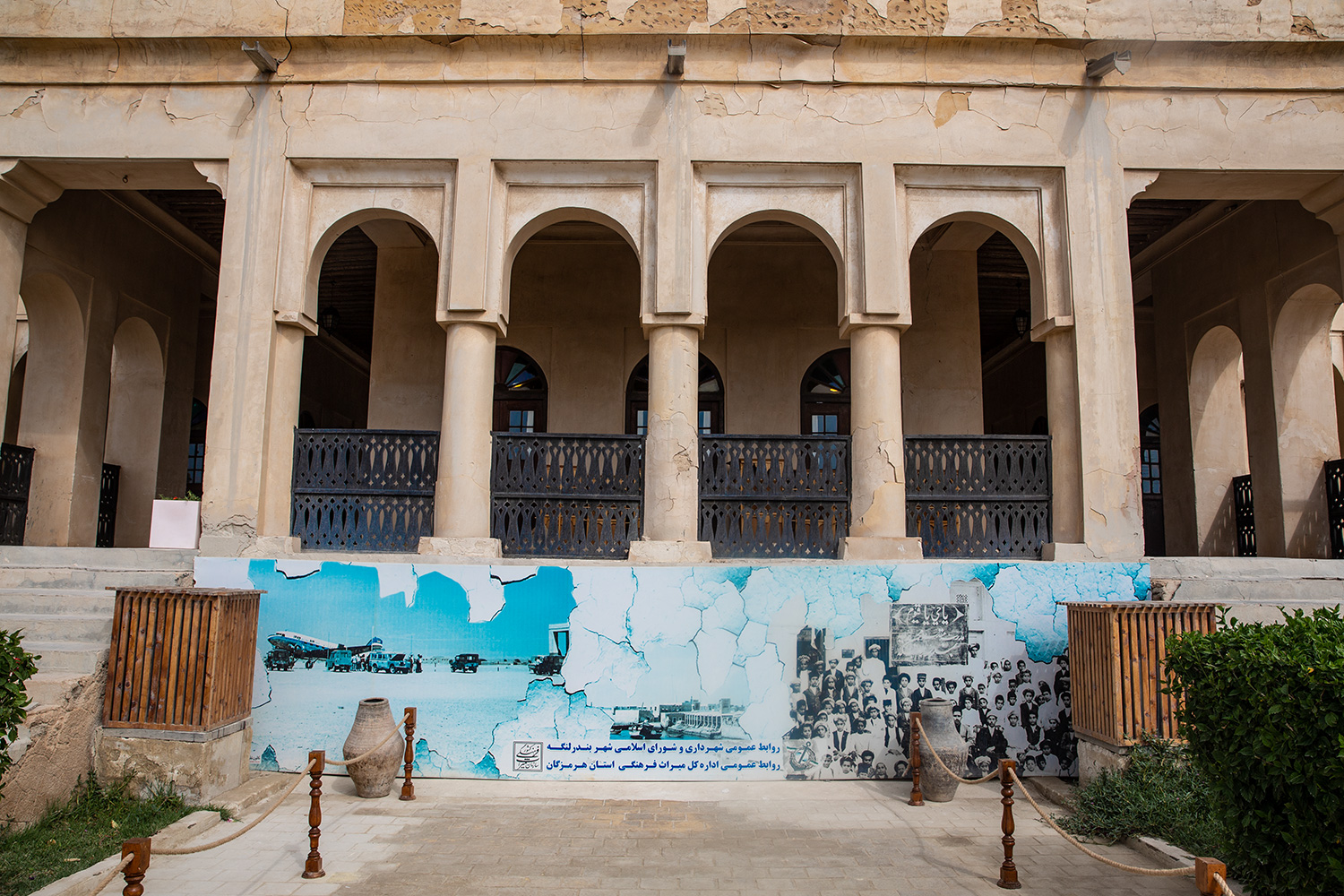
نمای ورودی ساختمان بنای فکری

این بنای تاریخی در حال حاضر تبدیل به دفتر میراث فرهنگی بندرلنگه شده است.

## معماری
خانه فکری با بادگیرهای بلند و زیبا و ویژگی‌های معماری چشمگیری که دارد یکی از الگوهای اصیل معماری جنوب ایران است.
این بنا ۳۴۰۰مترمربع مساحت و ۱۲۰۰مترمربع زیربنا دارد  و دارای دو حیاط اندرونی و بیرونی، ۵ بادگیر، ۲ زیرزمین، ۲۵ اتاق، ۱۰سرویس بهداشتی و دو سرسرا است.
سنگ، ساروج و گچ مصالح به‌کار رفته در ساخت خانه فکری است. سقف این بنا از تیرهای چوبی از جنس چندل آفریقایی، حصیرهای بافته شده از برگ درخت خرما و حصیرهایی از نی بافته شده با پوشش کاه‌گل است.
قرار گرفتن خانه فکری در ارتفاع پنج متری از سطح زمین، وجود راهروها و بادگیرها با معماری ویژه، از دلایل تهویه و خنکی هوای داخل این خانه است.

## مرمت
در سال ۱۳۹۶ پس از آسیب دیدن بخشی از سقف خانه‌ فکری بر اثر بارندگی، اداره‌کل میراث فرهنگی هرمزگان با مرمت اضطراری این بنا، سقف و بخش‌هایی که دچار آسیب بیشتری شده بودند را مرمت کرد.